# 火鳥こずえ
火鳥 こずえ（かとり こずえ、1943年1月29日 - ）は、日本の女優である。火鳥 こづえという表記もみられる。本名不明。1961年（昭和36年）、マキノ真三のもとに学び、真三の事業破綻後はモデルとして活動する。1965年（昭和40年）に女優に転身、映画出演を開始、黎明期の成人映画界のスター女優となる。1973年（昭和48年）以降に引退した。足立正生監督の『避妊革命』（1967年）、小川欽也監督の『生首情痴事件』（1967年）、石井輝男監督の『徳川女系図』（1968年）、井田探監督の『女浮世風呂』（1968年）等の出演で知られる。

## 人物・来歴

### 成人映画スターの時代
1943年（昭和18年）1月29日、山形県に生まれる。本名は不明である。
1961年（昭和36年）3月、地元の高等学校を卒業して東京に移り、マキノ真三のマキノ芸術学院に学ぶ。渡辺護の回想によれば、同年にはマキノ真三による経営母体のマキノ映画が倒産しており、渡辺は同社所属の市川春代らを野村浩将らの東京文芸プロダクションに売り込んでいた時期であるという。同社には、のちに火鳥の作品を多く監督した向井寛が助監督として在籍していた。火鳥は、1962年（昭和37年）12月に発行された『100万人のよる』昭和37年12月号（季節風書店、1966年廃刊）の表紙に採用されており、「東映スタア」とキャプションがある（右画像）。この時期に東映の作品に出演した記録は残っていない。俳優の久保新二の回想によれば、当時、火鳥は、愛染恭子や辰巳典子らとともに、杉並区高円寺に所在した火石プロ（代表・火石利男）に所属していたという。
1965年（昭和40年）10月に公開された『熱い樹液』（監督藤田潤八・岡野進）が火鳥の映画界へのデビュー作である旨の記述が『日本映画俳優全集・女優編』（キネマ旬報社）にはあるが、東京国立近代美術館フィルムセンターに所蔵されている『くされ縁』（監督志賀隆、製作・配給日本シネマ）や『悦楽』（監督大島渚、配給松竹）の上映用プリントには火鳥の名がクレジットされており、同作のほうが先に公開（前者・1965年4月、後者・同年8月29日）されている。いずれにしても火鳥は、満22歳のときに成人映画の女優として、映画界に登場した。
『日本映画発達史』の田中純一郎は、同書のなかで黎明期の成人映画界のおもな出演者として、扇町京子、橘桂子、城山路子（光岡早苗と同一人物）、内田高子、香取環、新高恵子、松井康子、西朱実、朝日陽子、華村明子、森美沙、湯川美沙、光岡早苗、路加奈子、有川二郎、里見孝二、川部修詩、佐伯秀男とともに、火鳥の名を挙げている。1967年（昭和42年）2月21日に公開された若松孝二企画・製作、足立正生監督による『避妊革命』（製作若松プロダクション、配給日本シネマフイルム）では、「丸木戸定男」役の寺島幹夫を相手に「丸木戸満子」役で主演している。
独立系プロダクションの作品のほか、1968年（昭和43年）5月1日には、東映京都撮影所が製作、石井輝男が監督、火鳥が出演して「おかじ」を演じた『徳川女系図』が公開されたが、同作には火鳥のほか、内田高子、谷ナオミ、辰巳典子、祝真理ら、いわゆる独立系のピンク映画女優が多数出演しており、興行的に成功を収めた。火鳥は、同作と同時上映の『前科者』（監督山下耕作）にも「若い情婦」役で出演している。これに触発された日活も、当時はまだロマンポルノ（1971年 - 1988年）を開始していなかったが、児井英生がプロデュースした『女浮世風呂』（監督井田探、同年7月10日公開）や『ある色魔の告白 色欲の果て』（監督江崎実生、同年8月14日公開）、『秘帳 女浮世草紙』（監督井田探、1968年10月19日公開）といった作品に火鳥を出演させた。『女浮世風呂』には、火鳥のほか、林美樹、美矢かほる、辰巳典子、清水世津、大月麗子、谷ナオミ、乱孝寿、内田高子ら、『ある色魔の告白 色欲の果て』には美矢かほる、乱孝寿、林美樹、辰巳典子、高月絢子、清水世津、橘桂子、大月麗子、高鳥和子、真湖道代ら、『秘帳 女浮世草紙』には辰巳典子、林美樹、真湖道代、乱孝寿、高月絢子ら、独立系のピンク映画女優が多数出演した。児井はなかでも『女浮世風呂』における火鳥の「妙照尼」役の芝居を高く評価した。
『日本映画俳優全集・女優編』には、1969年（昭和44年）に「『女犯系図』『嫉妬』を最後に引退した」とある。『嫉妬』の公開月が不明であるが、『女犯系図』（監督向井寛）は同年7月の公開であり、同年8月には主演作『肌のもつれ』（監督佐々木元）、同年10月には『情欲の鞭』（監督武田有生）が公開されている。その後も、1971年（昭和46年）4月に公開された『近世毒婦伝 少女地獄責め』（監督向井寛）、1973年（昭和48年）3月3日に公開された『団地妻㊙研究会』（監督向井寛）にも出演した記録が残っている。ただしこの時期の作品記録が掲載されている『映画年鑑 1973』において、独立系の映画作品については監督名以外記載されておらず、この時期の出演者が概して不明である。同年以降の出演記録はみられず、以降の消息も不明である。

### 再評価
2009年（平成21年）9月11日 - 同13日に神戸映画資料館で行われた「60年代・独立プロ伝説 西原儀一と香取環 前編」特集上映で、火鳥が主演し西原儀一が千葉隆志の名で監督した『情事に賭けろ』が16mmフィルムトリミング短縮版の上映用プリントで上映された。2011年（平成23年）5月14日 - 7月15日にラピュタ阿佐ヶ谷で行なわれた「60年代まぼろしの官能女優たちPART II」特集上映で、助演した『セックス女優残酷史』（監督向井寛）、同じく『肌のもつれ』および『情欲の鞭』が16mmフィルム版の上映用プリントで上映された。同年9月16日 - 同17日に神戸映画資料館で行われた「第一の伝説 名優・野上正義 追悼」特集上映で、『肌のもつれ』、『燃えたい女』（監督奥脇敏夫）が16mmフィルム版の上映用プリントで上映された。同年10月23日 - 同24日に同館で行われた「第三の伝説 追憶 向井寛の世界」特集上映では、『セックス女優残酷史』、主演した『秘伝腹芸十八番』（監督向井寛）が16mmフィルム版の上映用プリントで上映された。

## フィルモグラフィ
クレジットはすべて「出演」である。東京国立近代美術館フィルムセンター（NFC）等の所蔵状況についても記す。
- 『くされ縁』 : 製作鷲尾飛天丸、企画千葉実、監督志賀隆、製作・配給日本シネマ、1965年4月公開 - 出演[5]、78分の上映用プリントをNFCが所蔵[5]
- 『悦楽』 : 監督大島渚、原作山田風太郎、主演加賀まりこ、製作創造社、配給松竹、1965年8月29日公開（成人映画・映倫番号 14074） - 出演[5]、91分の上映用プリントをNFCが所蔵[5]
- 『熱い樹液』 : 監督藤田潤八・岡野進、製作六本木映画、配給センチュリー映画社、1965年10月12日公開（成人映画・映倫番号 14157） - 出演[2]
- 『肉の炎』 : 製作関口徹、監督高橋克臣[9]（高橋克巳[6]）、製作創作65集団、配給センチュリー映画社（関東ムービー配給社とも[19]）、1965年11月9日公開（成人映画・映倫番号 14135） - 「上木安子」役
- 『愛欲のいけにえ』 : 製作矢元照雄、企画朝倉大介・大井由次、監督岡野進、製作青年群像、配給国映、1965年11月公開[19]（12月公開とも[9]、成人映画・映倫番号 14206） - 主演
- 『制服の転落』 : 製作田坂勝、監督藤田尚、脚本池田正一、主演岡本弘子、製作IOFプロダクション、配給ヒロキ映画、1965年12月14日公開（成人映画・映倫番号 14314） - 「芳乃」役
- 『情事に賭けろ』 : 監督千葉隆志（西原儀一）、脚本中原朗、製作・配給葵映画（成人映画・映倫番号 14327）、1965年12月14日公開 - 主演、60分の16mmフィルムが現存[21]
- 『すすり泣く肌』（『すゝり泣く肌』[19]） : 監督木俣和子、主演藤川亜紀、製作シネフロント[19]（ユニフロント[9]）、配給新東宝映画、1965年12月公開（成人映画・映倫番号 14291） - 出演[2]
- 『裸の復讐』 : 企画山辺信雄、監督高木丈夫・松原次郎、主演松井康子、製作ヤマベプロダクション、配給明光セレクト、1965年12月公開[19]（1966年1月公開とも[9]、成人映画・映倫番号 14326）

- 『軟派』 : 製作建部博、監督内田宏、主演葵まゆみ、製作国際ビデオ、配給新東宝映画、1966年3月8日公開（成人映画・映倫番号 14421） - 出演[5]、73分の上映用プリントをNFCが所蔵[5]
- 『女の玩具』 : 監督月森功、製作東京プロダクション、配給六邦映画、1966年5月10日公開（成人映画・映倫番号 14416） - 主演
- 『花と蛇より 骨まで縛れ』 : 監督高木丈夫・岸信太郎、脚本団鬼六、製作ヤマベプロダクション、配給不明、1966年6月公開（成人映画・映倫番号 14555） - 主演
- 『“非公開”の激情』 : 企画千葉佳子、監督小角高治、主演泉ユリ、製作東京企画、配給不明、1966年7月公開（成人映画・映倫番号 不明）
- 『甘い体臭』 : 企画城神郎、監督小林悟、主演桝田邦子、製作アルスプロダクション、配給関東映配、1966年8月公開（成人映画・映倫番号 14617） - 「北山静子（田所の二号）」役
- 『夜は憎い』 : 監督湯浅浪男、製作国際ビデオ、配給不明、1966年9月公開（成人映画・映倫番号 不明） - 主演
- 『異常な体験』 : 監督向井寛、主演内田高子、製作日本芸術協会、配給関東ムービー配給社、1966年10月公開（成人映画・映倫番号 14705）
- 『価値ある女』 : 監督山下治、製作・配給ワールド映画、1966年12月公開（成人映画・映倫番号 不明） - 主演
- 『かよい妻』 : 企画千葉実、監督向井寛、共演谷口朱里、製作・配給日本シネマフイルム、1966年12月公開（成人映画・映倫番号 不明） - 主演、66分の上映用プリントをNFCが所蔵[5]
- 『艶夢』 : 製作矢元照雄、監督向井寛、製作・配給国映、1966年公開（成人映画・映倫番号 不明） - 「女A」役

- 『避妊革命（英語版）』 : 企画・製作若松孝二、監督足立正生、製作若松プロダクション、配給日本シネマフイルム、1967年2月21日公開（成人映画・映倫番号 14762） - 「丸木戸満子」役（主演）
- 『花の色道』 : 監督小川欽也、製作・配給大蔵映画、1967年3月21日公開（成人映画・映倫番号 14874）
- 『手さぐり』 : 企画・製作菜穂俊一、監督小川欽也、主演松井康子、製作・配給ワールド映画、1967年3月公開（成人映画・映倫番号 不明）
- 『泣きどころ』 : 製作菜穂俊一、監督小川欽也、製作・配給ワールド映画、1967年4月公開（成人映画・映倫番号 不明） - 主演
- 『新・情事の履歴書』 : 製作矢元照雄、企画朝倉大介、監督山下治、主演瞳亜矢子、製作青年群像、配給国映、1967年4月公開（成人映画・映倫番号 不明） - 出演[5]、62分の上映用プリントをNFCが所蔵[5]
- 『生首情痴事件』 : 監督小川欽也、製作・配給大蔵映画、1967年5月31日公開（成人映画・映倫番号 不明） - 「藤山玲子」役（主演）、2009年8月DVD発売[4]・上映用プリントが現存
- 『処女残酷』 : 監督渡辺護、主演加山恵子、製作東京興映、1967年10月3日公開（成人映画・映倫番号 15051） - 「きよ」役[10]
- 『真赤な獣欲』 : 監督東元薫、共演祝真理、製作日映企画、1967年公開（成人映画・映倫番号 不明） - 主演
- 『密通刑罰史』 : 監督小森白・山本晋也・渡辺護、製作東京興映、配給新東宝映画、1967年公開（成人映画・映倫番号 不明） - 出演、NFCが上映用プリントを所蔵[26]

- 『徳川女系図』 : 監督石井輝男、製作東映京都撮影所、配給東映、1968年5月1日公開（成人映画・映倫番号 15264） - 「おかじ」役
- 『前科者』 : 監督山下耕作、製作東映京都撮影所、配給東映、1968年5月1日公開（映倫番号 15306） - 「若い情婦」役
- 『女浮世風呂』 : 企画児井英生、監督井田探、製作青山プロダクション、配給日活、1968年7月10日公開（成人映画・映倫番号 15430） - 「妙照尼」役
- 『ある色魔の告白 色欲の果て』 : 企画児井英生、監督江崎実生、製作青山プロダクション、配給日活、1968年8月14日公開（成人映画・映倫番号 15484） - 「テレーズ」役
- 『新 人生四十八手裏表』 : 監督東元薫、製作上松プロダクション、1968年8月公開（成人映画・映倫番号 15451） - 出演[10]
- 『セックス女優残酷史』 : 監督向井寛、製作日本芸術協会、配給ミリオンフィルム、1968年9月公開（成人映画・映倫番号 15452） - 出演[2][24]、76分の16mmフィルムが現存[22][24]
- 『現代くノ一肉地獄（英語版）』 : 監督向井寛、製作向井プロダクション、配給関東ムービー配給社、1968年10月公開（成人映画・映倫番号 15526） - 主演[10]
- 『秘帳 女浮世草紙』 : 企画児井英生、監督井田探、製作青山プロダクション、配給日活、1968年10月19日公開（成人映画・映倫番号 15595） - 「千代の方」役
- 『不貞妻』 : 監督向井寛、製作朝倉プロダクション、配給国映、1968年11月公開（成人映画・映倫番号 15562） - 主演
- 『女色のもつれ』 : 監督酒匂真直、主演辰巳典子、製作東京芸術映画協会、配給関東ムービー配給社、1968年11月公開（成人映画・映倫番号 15557）
- 『情欲の陥し穴』 : 監督片岡均、製作和光映画、配給不明、1968年公開（成人映画・映倫番号 不明） - 主演
- 『人生㊙劇場 壺あらそい』 : 監督小川欽也、製作・配給MAGプロモーション、1968年公開（成人映画・映倫番号 不明） - 出演[5]、72分の上映用プリントをNFCが所蔵[5]
- 『回春部屋』 : 企画・製作田岡勉、監督渡辺護、主演一星ケミ、製作中央映画プロダクション、配給新東宝興業、1968年公開（成人映画・映倫番号 不明） - 出演[5]、70分の上映用プリントをNFCが所蔵[5]
- 『悪徳女校医』[5]（『悪徳女高医』[9]） : 製作馬場内弘、監督福田晴一（佐々木元とも[9]）、主演辰巳典子、製作・配給日本シネマ、1968年公開（成人映画・映倫番号 不明） - 出演[5]、74分の上映用プリントをNFCが所蔵[5]

- 『好色一代 無法松』 : 企画・監督武田有生、製作・配給六邦映画、1969年3月公開（成人映画・映倫番号 15765）
- 『燃えたい女』 : 企画・製作菜穂俊一、監督奥脇敏夫、製作・配給ワールド映画、1969年4月公開（成人映画・映倫番号 15885） - 主演、70分の16mmフィルムが現存[23]
- 『㊙妾』 : 製作鈴木実、監督北見一郎、製作朝倉プロダクション、配給国映、1969年6月公開（成人映画・映倫番号 15869）
- 『秘伝腹芸十八番』 : 監督向井寛、製作青年芸術協会・東京興映、配給新東宝興業、1969年6月公開（成人映画・映倫番号 15918） - 主演[24]、72分の16mmフィルムが現存[24]
- 『女犯系図』 : 監督向井寛、製作向井プロダクション、1969年7月公開（成人映画・映倫番号 15961） - 出演[2]
- 『肌のもつれ』 : 監督佐々木元、製作北都プロダクション、配給葵映画、1969年8月18日審査・同月公開（成人映画・映倫番号 不明） - 主演、69分の16mmフィルムが現存[22][23]
- 『情欲の鞭』 : 監督武田有生、製作北都プロダクション、配給葵映画、1969年9月20日審査・10月公開（成人映画・映倫番号 不明） - 出演、60分の16mmフィルムが現存[22]
- 『絶品の悪女』 : 監督渡辺護、製作日本芸術協会、1969年10月20日審査・公開（成人映画・映倫番号 不明） - 出演[2]
- 『嫉妬』 : 監督向井寛、製作日本芸術協会、1969年公開（成人映画・映倫番号 不明） - 出演[2]

- 『近世毒婦伝 少女地獄責め』（『少女・地獄責め』[20]） : 企画朝倉大介、製作・監督向井寛、製作・配給国映、1971年3月27日審査・4月公開（成人映画・映倫番号 16745）
- 『団地妻㊙研究会』 : 監督向井寛、主演大月麗子、製作向井プロダクション、配給東映、1973年3月3日公開（成人映画・映倫番号 17544）

## ビブリオグラフィ
国立国会図書館蔵書等にみる書誌である。
- 『100万人のよる』昭和37年12月号、季節風書店、1962年12月発行 - 表紙
- 「火鳥こずえの魅力が演じる“冬の宿の若妻”」 : 『実話と秘録』ピンク映画盛衰記特集号・昭和41年4月増刊号所収、明文社、1966年4月発行
- 『キューティ画報』1966年10月創刊号、1966年10月発行 - 表紙
- 「地下室映画の女王・エロダクション看板スターアルバム」飛鳥公子・火鳥こずえ : 『甘い写真』昭和41年11月号所収、プレイグラフ社、1966年11月発行
- カラー・グラビア  : 『別冊近代映画』昭和41年11月号所収、近代映画社、1966年11月発行
- 『別冊スクリーン 世界のグラマー100人集』昭和41年12月号臨時増刊、近代映画社、1966年12月発行
- 「ネオン川の非情に傷ついた夜の蝶」火鳥こずえ : 『カメラ・アングル』昭和42年6月緑風特大号所収、辰巳書房、1967年6月発行
- 単色カラー・グラビア : 『別冊夫婦生活』1970年6月号所収、手帖社、1970年6月発行
- 「ポルノ専科 可愛いコちゃん30人体当り面接調査」 : 『週刊プレイボーイ』昭和46年12月7日号所収、集英社、1971年12月7日発行、p.20-26.